# Jasper-Wilhelm Gottschalk
Jasper-Wilhelm Gottschalk (* 5. April 1909 in Köln; † 11. Mai 2009 in Osterholz-Scharmbeck) war ein deutscher Jurist und zwischen 1954 und 1974 Oberkreisdirektor des Landkreises Osterholz.

## Leben
Gottschalk wurde 1909 in Köln als Sohn des Regierungsrats August Gottschalk und dessen Frau Etta geboren. Nach dem Besuch der Oberrealschule seiner Heimatstadt legte er 1928 das Abitur ab und nahm zum Sommersemester das Studium der Rechtswissenschaften an der Universität zu Köln auf. Nach zwei Semestern wechselte er an die Eberhard-Karls-Universität Tübingen, wo er 1929 Mitglied der Tübinger Burschenschaft Derendingia wurde. Zu seinen Confüxen zählten der spätere Landrat Walter Hammersen und der Medizin-Professor Oskar Hepp. Neben dem Studium engagierte sich Gottschalk im Allgemeinen Studentenausschuss (AStA) Tübingens und amtierte 1930/1931 als dessen Vorsitzender. Nach dem ersten juristischen Staatsexamen absolvierte er das Referendariat. 1938 nahm er am Gemeinschaftslager „Hanns Kerrl“ in Jüterbog teil. Gottschalk trat in den Staatsdienst ein und war zunächst als Regierungsassessor, später als Regierungsrat beim Landratsamt des Landkreises Harburg unter Landrat Hans Waldow Ritzler tätig. Nach der Zerstörung des Landratsamts Harburg im Zweiten Weltkrieg übersiedelte Gottschalk 1944 mit der übrigen Kreisverwaltung nach Winsen (Luhe).
Am 2. August 1954 wurde Gottschalk als Nachfolger von Otto Stegemann Oberkreisdirektor des Landkreises Osterholz. In dieser Funktion stand er nicht nur der Kreisverwaltung vor, sondern war ab 1961 gleichzeitig auch Direktor des Wasserbeschaffungsverbandes des Landkreises. Für seine Verdienste bei der verheerenden Sturmflut 1962 wurde ihm das Bundesverdienstkreuz am Bande verliehen. Gottschalk interessierte sich sehr für die Geschichte seines Kreises und die Heimatforschung. In diversen einschlägigen Publikationen veröffentlichte er zu historischen Themen. Nach zwanzigjähriger Tätigkeit nahm er am 30. Mai 1974 seinen Abschied. Sein Nachfolger wurde Hans-Dieter von Friedrichs.
1964 wurde Gottschalk in den Vorstand des Kreisverbandes Osterholz des Deutschen Roten Kreuzes gewählt. Er engagierte sich auch als Justiziar und Beisitzer, widmete sich der Geschichte des Vereins. 1982 wurde er dessen Vizepräsident. Für seine Verdienste erhielt er das Ehrenzeichen des Deutschen Roten Kreuzes.
Wenige Wochen nach seinem 100. Geburtstag starb Gottschalk. Er wurde auf dem Friedhof in Osterholz-Scharmbeck beerdigt. Teile seines Nachlasses werden im Kreisarchiv Osterholz aufbewahrt. Sein Sohn Johann-Michael Gottschalk (1945–2004) war Staatsanwalt in Bremen.

## Auszeichnungen
- Bundesverdienstkreuz am Bande
- Ehrenzeichen des Deutschen Roten Kreuzes

## Veröffentlichungen
- Derendingia. 1877–1977, Tübingen 1977.
- Die Tübinger Burschenschaft in den letzten hundert Jahren, in: Das Verbindungswesen in Tübingen. Eine Dokumentation im Jahre des Universitätsjubiläums 1977, 1977, S. 145–151.
- Der Landkreis Osterholz. Bilder und Berichte, Oldenburg 1970.
- Handbuch des Niedersächsischen Wegerechts. Mit wegerechtlichem Alphabet und Schlagwortverzeichnis, Göttingen 1961.